# 背
背是指人體軀幹的後方部分，從臀部上方一直延伸到肩膀以及脖子。它的高度由脊椎決定，而寬度則取決於肋骨及肩胛骨。脊椎貫穿其中，以讓神經能夠傳導至下半身。

## 背部解剖學

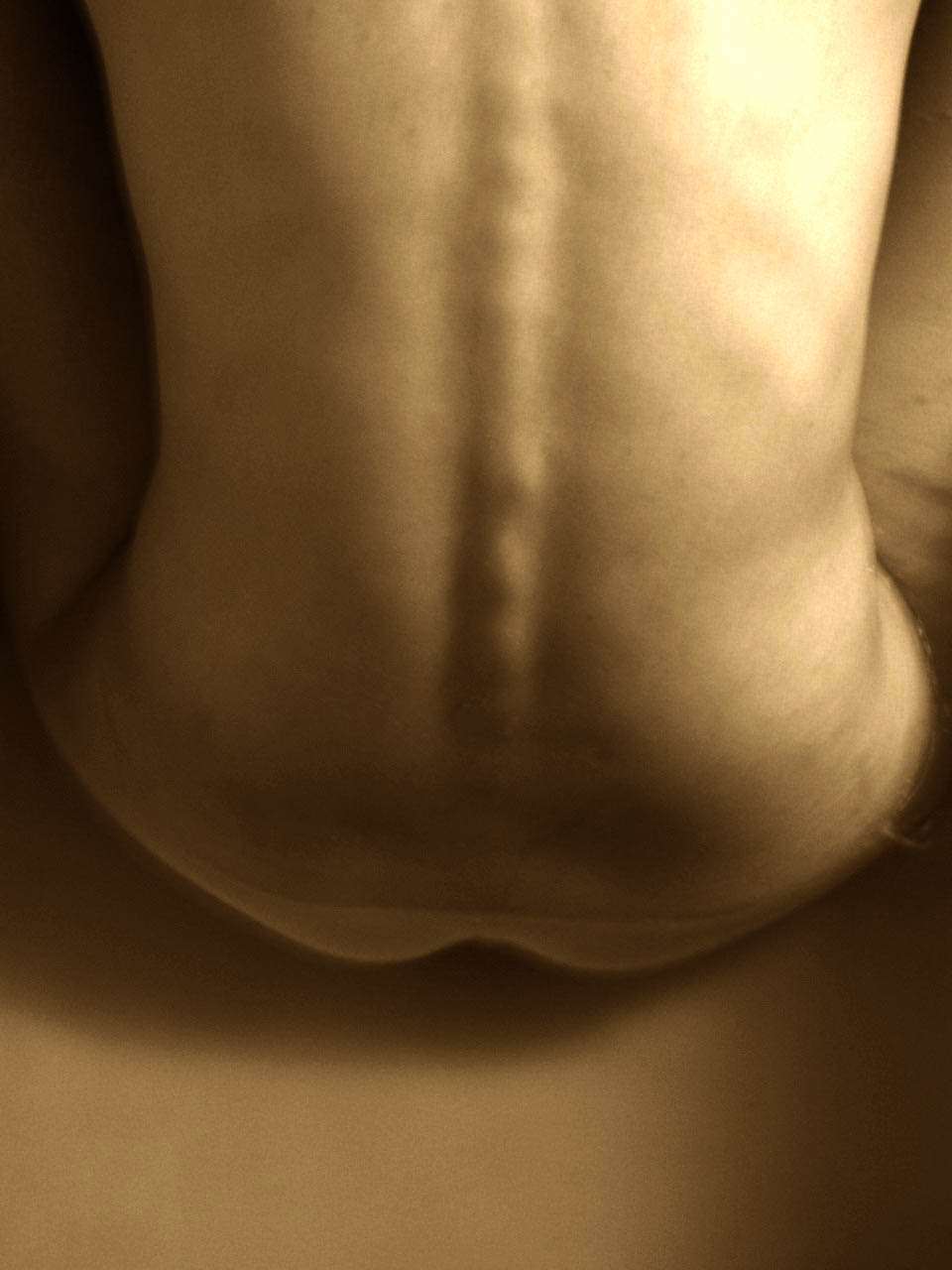
從背部可以清楚的觀察到脊椎

### 骨架結構
人體背部中央最明顯的特徵就是脊椎，其長度大約為胸椎加上腰椎，裡面包覆著脊髓，正常情況下它是彎曲的，這也造成了背部的弧度。人類的胸腔大部分是由脊髓延伸出的肋骨保護，只有下半部有一小塊區域是不受肋骨保護的。整個背部的寬度是由肋骨及肩胛骨決定。

### 肌肉組織
脊椎上附著了許多肌肉組織，像是連結脊椎之間的横突間肌，以及幫助脊椎運動的多裂肌。其他的肌肉組織則多半與其他部位連動，例如與頸部相連的斜方肌，以及與肩部臀部相連的大背闊肌。

### 背部功能
背部複雜的結構提供了人體軀幹活動的力量，它可以進行大幅度的彎曲。上背部多半是由肋骨與脊椎組成的支稱性結構，目的是保護人體重要臟器，因此活動範圍較小；下背部則可進行大幅度的前彎及後彎，以及一定程序的旋轉。

### 背痛
背部包括了神經，骨骼，肌肉，韌帶和肌腱，這些器官都可能造成背痛。背痛是成人最容易發生的疼痛之一，大部分的背痛原因都是由肌肉扭傷或是疲勞引起，通常背部肌肉會在數週內自行復原。另一種常見的背痛原因是脊椎，包括了退化性椎間盤、椎間盤突出、腰椎滑脫、骨質疏鬆、或是發生在腰椎的退化性關節炎。

### 背部器官
肺由背部延伸出的胸腔包覆，因此醫生進行肺部聽診時可藉由背部進行，腎臟則位於胸腔最下方無肋骨保護的位置，鬆散的與腹膜連結，因此下背部遭到重擊時可能會造成腎臟損傷。

### 背的表面
相對於軀幹其他部為而言，背部的皮膚較厚，而末梢神經較少，毛髮也比胸部稀疏。通常人們是無法自行碰處背部中段的，因此當這個部分的皮膚發癢時，就需要借助不求人來幫助抓癢。背

## 在文化上的含意

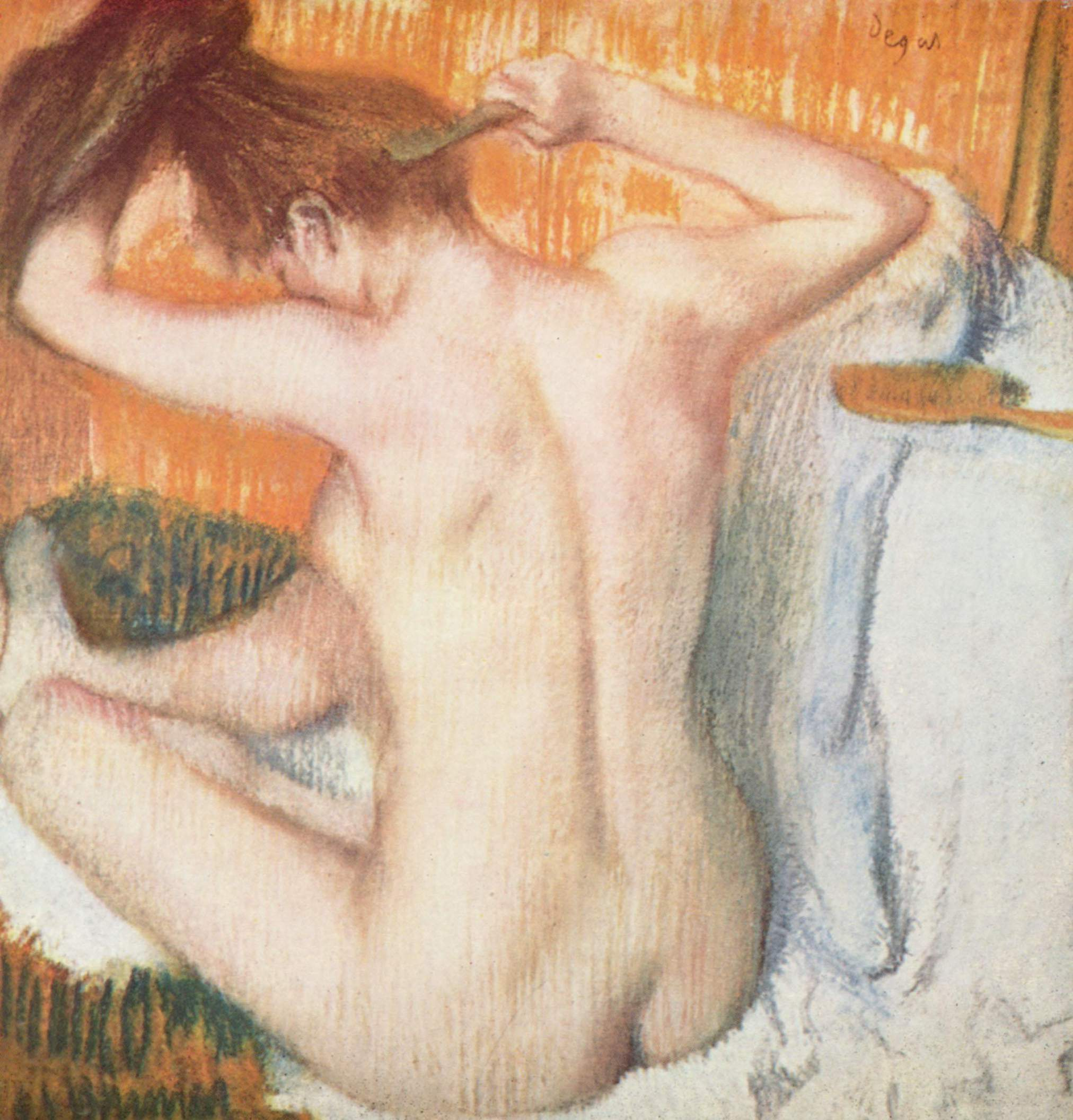
艾德嘉·德加筆下的女性背部

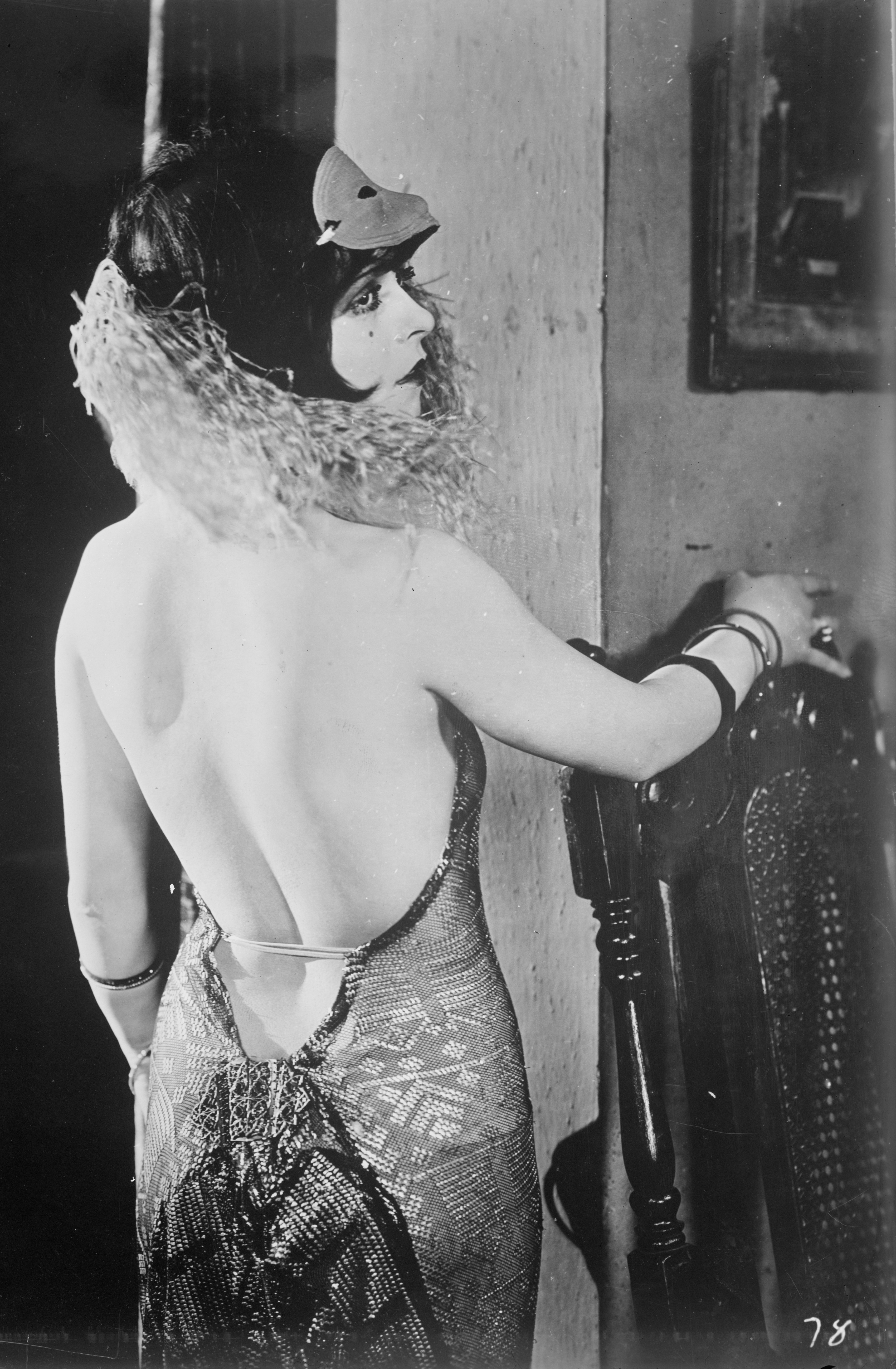
露背裝

女性的背部曲線常常是畫家筆下的主題，在大部分文化中，女性裸露背部是被允許的，甚至是完全裸體但是只露出背部曲線的畫作，也會被視為性感、嫵媚，而不是淫穢。事實上，數個世紀以來，世界各國都有女性服裝設計成露出背部，像是露背裝，或是正式的晚禮服，都有裸露背部的設計，而在現代服飾中，女性短T恤露出下背部更是一種常見的穿著。背部是人體最大面積的平滑區域，加上它通常沒有毛髮，因此經常被使用在各式各樣的人體藝術上，歐美年輕女性就十分喜愛在下背部進行刺青，而在日本黑社會中，則藉由在背部進行大面積的刺青，象徵脫離正常社會，以及對組織的忠誠。

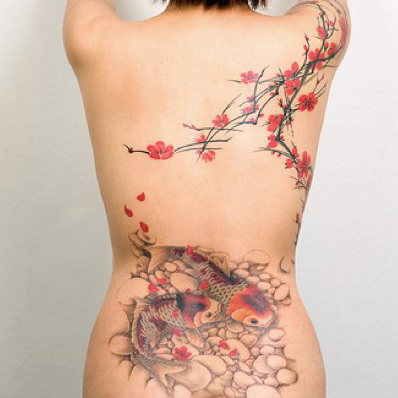
背部刺青

在中文成語中，背除了本身代表人體器官外，通常引申為"違反"或是"拋棄"之意，例如"背信忘義"、"背功以譽"。而在英語熟語中有許多提及了背部，通常意指漏洞或是脆弱處，例如"watch one's back" (小心暗箭)、"with one's back up against the wall" (走投無路)、"stab one in the back" (暗箭傷人)、"has got one's back" (背後支持)，英語中背部同時也代表了強壯"strong backs"或是努力工作"put their back into it"。

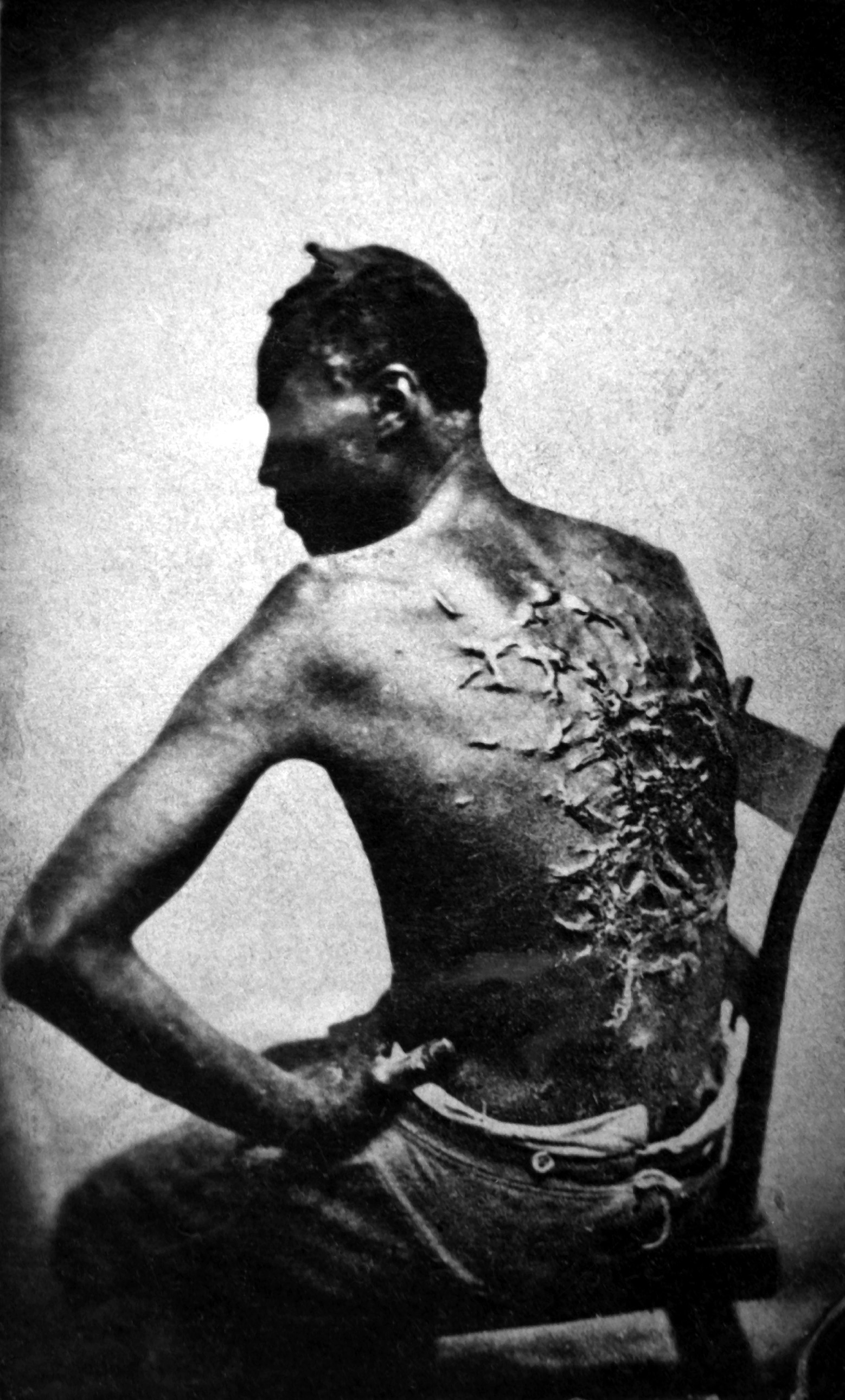
一位奴隸因為常年被鞭打造成背部有大片疤痕

在人類文化中，鞭打背部通常被當做一種懲罰罪犯的刑罰，例如鞭刑，也常常被用在鞭策奴隸工作。此外，自我鞭打也是一種常見的自虐行為，在許多宗教裡，自我鞭笞被視為一種對自己罪惡的懺悔，雖然多數的鞭打儀式都已經被改為較溫和的型式，尤其是在天主教會中，但是大多數的主流宗教及教會領導者仍不讚同這種自我鞭打的行為。最惡名昭彰的一種鞭打道具，是一種叫做九尾鞭的鞭子，它是一種有9條小鞭尾的鞭子，揮動一次就能造成多重傷害。